# Voyageur Provincial Park
Der Voyageur Provincial Park ist ein 14,645 km² großer Provinzpark in der kanadischen Provinz Ontario. Der Recreational Class Park liegt im äußersten Osten der Provinz im Township East Hawkesbury, in den Prescott and Russell United Counties.

## Anlage
Der Park liegt zwischen dem Ottawa River im Norden und dem King’s Highway 417, der hier Bestandteil des Trans-Canada Highway-Systems ist, im Süden. Die nächstgrößere Stadt ist Hawkesbury, etwa 20 Kilometer westlich des Parks.

## Geschichte
Der Park wurde im Jahr 1966 als einer der ersten der Provincial Park in Ontario im Osten der Provinz eingerichtet. Ursprünglich wurde der Park unter dem Namen „Carillon Provincial Park“ eingerichtet und 1992 umbenannt. Er umfasst dabei auch das Gebiet, das von den hier traditionell ansässigen First Nations genutzt wurde. Artefakte ihrer Nutzung finden sich jedoch nicht.
Der heutige Name des Parks spielt auf die Voyageurs an. Zur Zeit des Pelzhandels waren dies die Menschen, welche die Transportaufgaben im Pelzhandel übernahmen und dabei die großen Pelzhandelskanus bewegten.

## Aktivitäten
Der Park dient im Wesentlichen der Erholung und verfügt über drei Campingplätze mit rund 400 Stellplätzen für Zelte und Wohnmobile. Im Winter werden hier Langlaufloipen gespurt.